# Siete sellos

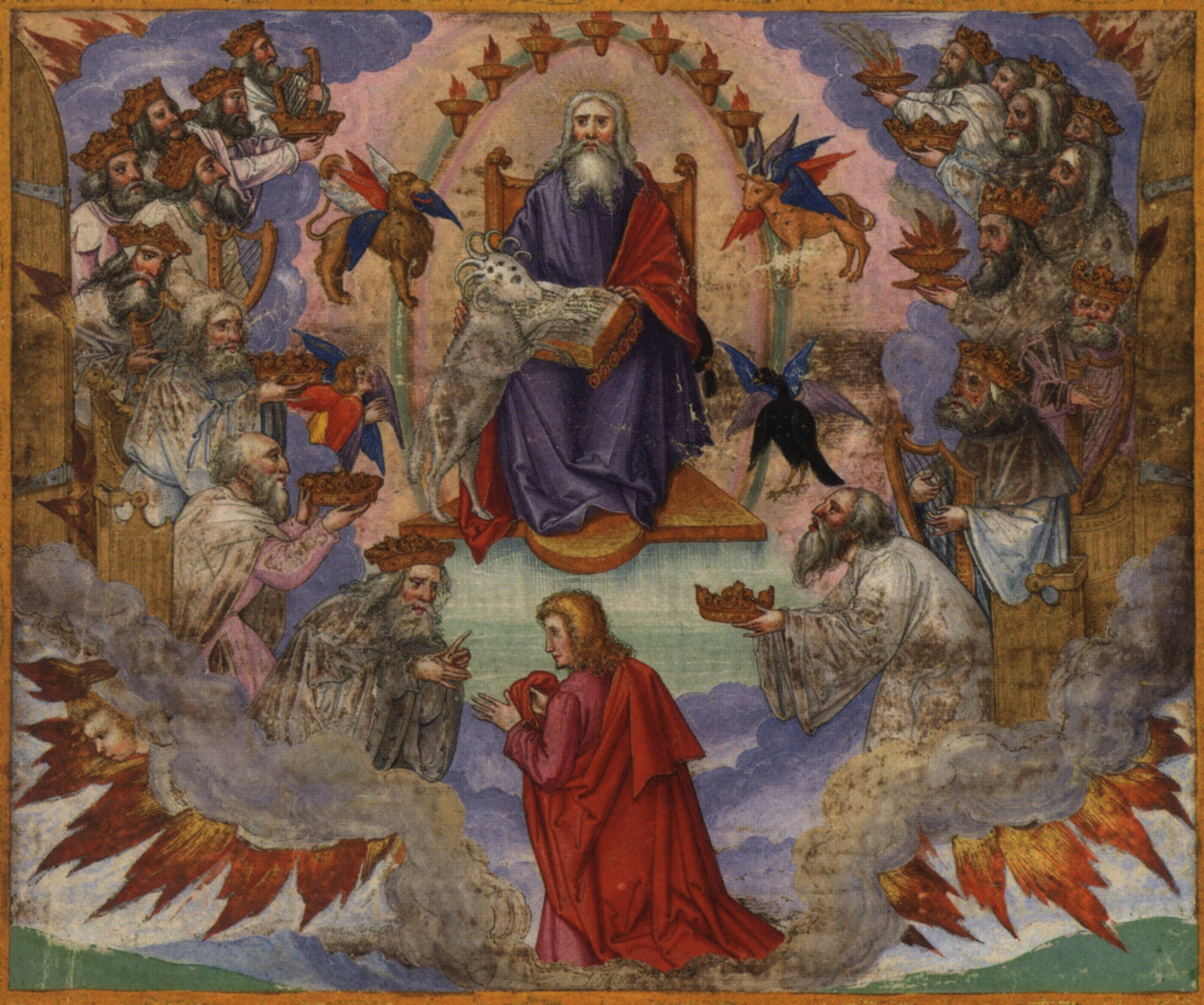
El Cordero abriendo el libro/rollo con siete sellos

Los Siete Sellos de Dios del Libro del Apocalipsis de la Biblia son los siete sellos simbólicos (en griego: σφραγῖδα, sphragida) que aseguran el libro o rollo que Juan de Patmos vio en una visión apocalíptica. La apertura de los sellos del documento ocurre en Apocalipsis 5-8 y marca la Segunda Venida del Cristo y el comienzo del Apocalipsis/Revelación. Cuando el Cordero de Dios/León de Judá abre un sello en la cubierta del libro/rollo, se libera un juicio o se produce un acontecimiento apocalíptico. La apertura de los cuatro primeros Sellos libera a los Cuatro Jinetes del Apocalipsis, cada uno con su misión específica.  La apertura del quinto Sello libera los gritos de los mártires por la "Palabra/Muerte de Dios". El sexto Sello provoca plagas, tormentas y otros acontecimientos cataclísmicos.  El séptimo Sello provoca siete trompeteros angélicos que a su vez provocan los juicios de siete copas y más acontecimientos cataclísmicos.

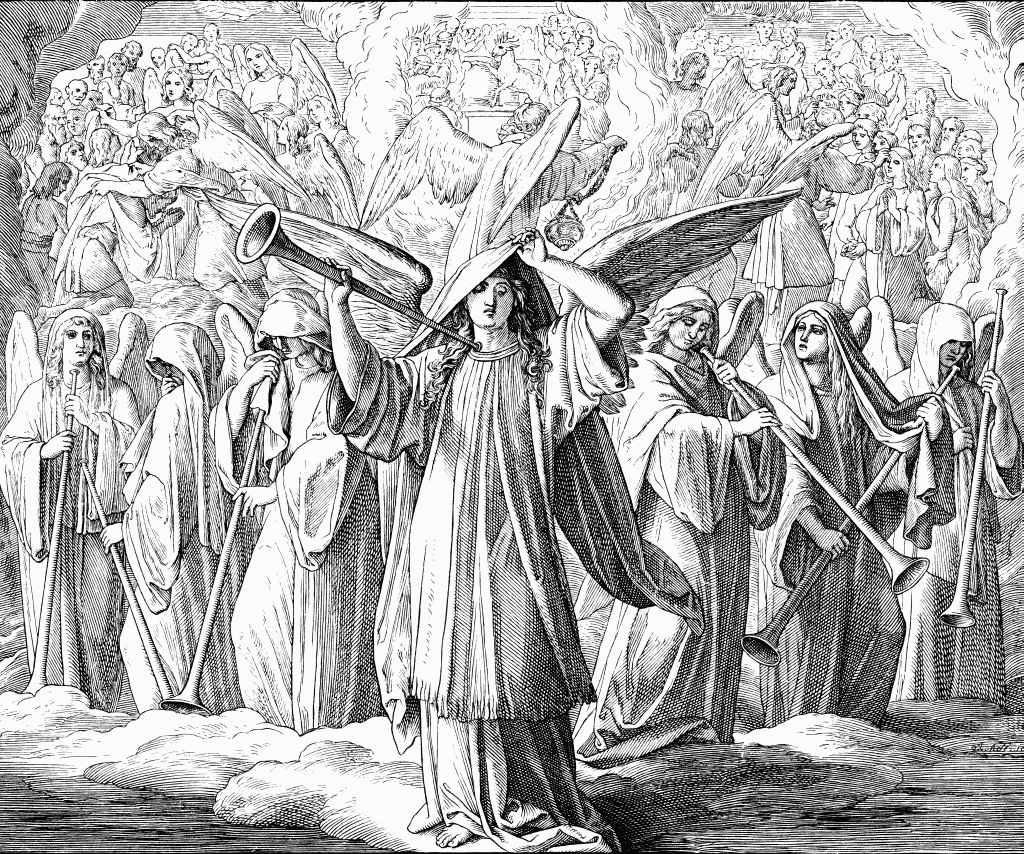
Cordero abriendo los siete sellos, por Julius Schnorr von Carolsfeld, 1860

## Interpretaciones cristianas
Ciertas palabras y frases utilizadas en El Apocalipsis tenían un significado más claro para los antiguos lectores familiarizados con los objetos de su época. Por ejemplo, los documentos importantes se enviaban escritos en un rollo de papiro sellado con varios sello de ceras. Los sellos de cera se colocaban normalmente en la apertura de un rollo, para que sólo la persona adecuada, en presencia de testigos, pudiera abrir el documento.  Este tipo de "sello" se utiliza con frecuencia en sentido figurado, en el libro del Apocalipsis, y sólo el Cordero es digno de romper estos sellos.
Desde la Reforma hasta mediados del siglo XIX, los sellos del Apocalipsis han sido interpretados a través de diversos métodos, como la visión historicista que adoptaron la mayoría de protestantes y las visiones del preterismo y el futurismo que promovieron los círculos católicos posteriores a la Reforma. El idealismo también fue un punto de vista bastante importante que se hizo realidad desde la época del Augustín, obispo de Hipona (345-430 d. C.).

### Vistas preteristas
El preterista por lo general considera que Juan recibió una visión precisa de un curso de los acontecimientos que se producirían en los próximos siglos para cumplir los sellos proféticos.
Robert Witham, un comentarista católico del siglo XVIII, ofrece una visión preterista para el período que abarca la duración de la apertura de los sellos; tratándose del período comprendido entre Cristo y el establecimiento de la Iglesia bajo Constantino en 325.
Johann Jakob Wettstein (siglo XVIII) sitúa la fecha del Apocalipsis como anterior al año 70 d. C.. Supuso que la primera parte del Libro se refería a Judea y a los judíos, y la segunda al Imperio Romano. El "Libro sellado" es el libro de divorcio enviado por Dios a la nación judía.
Isaac Williams (siglo XIX) asoció los seis primeros Sellos con el discurso en el Monte de los Olivos y afirmó que, "El séptimo Sello contiene las Siete Trompetas en su interior... los juicios y sufrimientos de la Iglesia. "

### Vistas historicistas
Tradicionalmente, la visión historicista de los Siete Sellos en El Apocalipsis abarcaba la distancia temporal desde Juan de Patmos hasta Cristiandad Temprana. Estudiosos como Campegius Vitringa, Alexander Keith, y Christopher Wordsworth no limitaron el marco temporal al siglo IV. Algunos incluso han visto la apertura de los Sellos hasta el período moderno temprano. Sin embargo, los contemporáneo-historicistas ven todo el Apocalipsis como se relaciona con el propio tiempo de Juan (con la concesión de hacer algunas conjeturas en cuanto al futuro).
Según E.B. Elliott, el primer sello, revelado a Juan por el ángel, significaba lo que iba a suceder poco después de que Juan viera las visiones en Patmos. El tema general de los seis primeros sellos es la decadencia y caída, tras una próspera era anterior, del Imperio de la Roma pagana.: 119, 121, 122 

## Apertura de los siete sellos

### Primer sello
El Cristo retornado abriendo los "7 Sellos"' tiene sus consecuencias. Los primeros 4 Sellos dan lugar a los Cuatro Jinetes del Apocalipsis. 

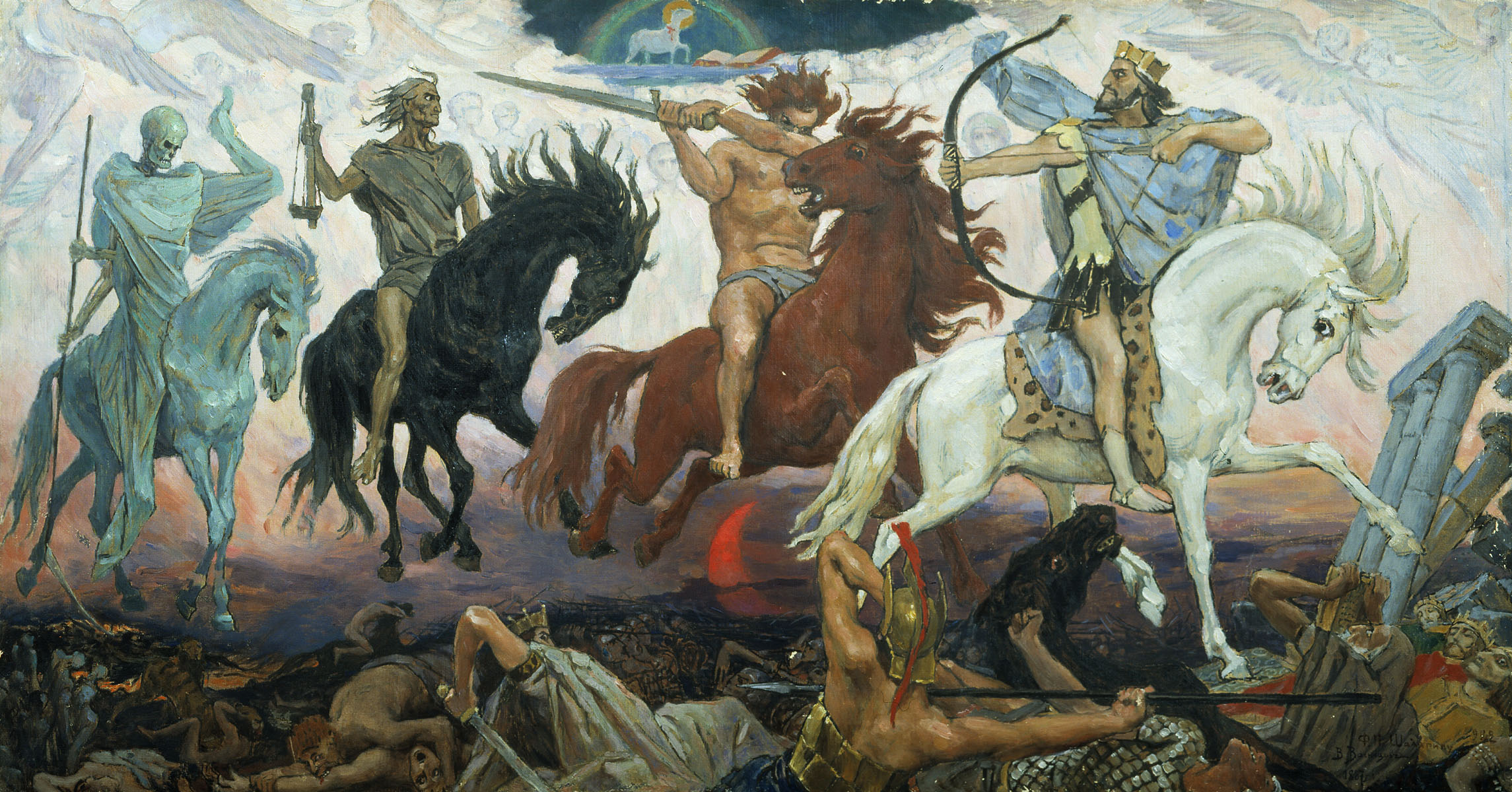
Los Cuatro Jinetes del Apocalipsis, una pintura de 1887 de Victor Vasnetsov. El Cordero es visible en la parte superior

#### Visión preterista
Johann Jakob Wettstein (siglo XVIII) identificó al primer Jinete como Artabanus, rey del Imperio Parto que masacró a los judíos en Babilonia.  Sin embargo, Ernest Renan, un preterista racionalista moderno del siglo XIX, interpretó que el Primer Jinete simbolizaba el Imperio Romano, con Nerón como el Anticristo.  Este jinete que "salió conquistando" fue la marcha de Roma hacia Jerusalén en el año 67, para reprimir La Gran Revuelta Judía.

#### Visión historicista
En las opiniones historicistas de Nicolás de Lira (siglo XIV), Robert Fleming (siglo XVII), Charles Daubuz (c. 1720), Thomas Scott (siglo XVIII), y Cuninghame, coincidieron en que el Primer Sello se abrió allí a la muerte de Cristo.
El puritano Joseph Mede (1627) asoció la apertura del Primer Sello al año 73, durante el reinado de Vespasiano, justo después de La Gran Revuelta Judía.
Campegius Vitringa (c. 1700), Alexander Keith (1832), y Edward Bishop Elliott (1837) consideraron que este período comenzó con la muerte de Domiciano y la subida al poder de Nerva en el año 96. Con ello se inició en Roma la Gran Revuelta Judía. Comenzó así la Época dorada de Roma, en la que floreció la difusión del Evangelio y el cristianismo. Para el teólogo protestante holandés del siglo XVII, Vitringa, duró hasta Decio (249).  Sin embargo, una visión historicista más común es que la Edad de Oro terminó con Cómodo haciendo las paces con los germanos en el año 180.

#### Visión futurista
Este jinete representa al anticristo que encabezará el resucitado Imperio Romano al final de la historia.

### Segundo sello
Ÿ Visión preterista
Ernest Renan (siglo XIX) interpretó que el Segundo Jinete simbolizaba la La Gran Revuelta Judía y la insurrección de Vindex. Durante La Gran Revuelta, estalló la guerra civil entre los judíos. La guerra civil no sólo disipó su posición contra Roma, sino que también dividió al pueblo judío en facciones que finalmente desunieron Jerusalén. Hugo Grotius (siglo XVII), interpreta "la tierra", en el Versículo 4, como la tierra de Judea. Johann Jakob Wettstein (siglo XVIII), identificó el caballo rojo como la representación de los asesinos y ladrones de Judea en los días de Antonius Felix y Porcius Festus. 
Ÿ Visión historicista
La visión historicista común del Segundo Sello se asocia con el período romano plagado de guerras civiles entre 32 aspirantes a emperador que iban y venían durante ese tiempo. Fue el principio del fin para el Imperio Romano. El puritano Joseph Mede (1627) capturó este marco de tiempo desde los años 98 a 275. Christopher Wordsworth, en sus Lecturas sobre el Apocalipsis (1849), declaró un lapso de tiempo de 240 años, desde los años 64 a 304. Durante este período, Wordsworth declaró que el Imperio Romano era el Imperio Romano. Durante este período, Wordsworth indicó Diez persecuciones: Primera, Nerón; Segunda, Domiciano; Tercera, Trajano; Cuarta, Marco Aurelio Antonino; Quinto, Septimio Severo; Sexto, Maximino; Séptimo, Decio; Octavo, Valeriano; Noveno, Aureliano; Décimo, Diocleciano.  La visión historicista común del Segundo Sello termina con Diocleciano en 305.
Otras opiniones del siglo XIX fueron la de Edward Bishop Elliott, quien sugirió que el Segundo Sello se abrió durante el despotismo militar bajo Cómodo, en el año 185. Mientras que el ministro de la Iglesia de Escocia, Alexander Keith aplicó el Segundo Sello directamente a la expansión del mahometismo, a partir del año 622.